# Žena Apokalipse
"Žena Apokalipse" naziv je koji se odnosi na lik opisan u biblijskoj knjizi Otkrivenje. Lik je opisan ovako:
"I znamenje veliko pokaza se na nebu: Žena odjevena suncem, mjesec joj pod nogama, a na glavi vijenac od dvanaest zvijezda. Trudna viče u porođajnim bolima i mukama rađanja. I pokaza se drugo znamenje na nebu: gle, Zmaj velik, ognjen, sa sedam glava i deset rogova; na glavama mu sedam kruna, a rep mu povlači trećinu zvijezda nebeskih - i obori ih na zemlju. Zmaj stade pred Ženu koja imaše roditi da joj, čim rodi, proždre Dijete. I ona porodi sina, muškića, koji će vladati svim narodima palicom gvozdenom. I Dijete njeno bi uzeto k Bogu i prijestolju njegovu. A Žena pobježe u pustinju gdje joj Bog pripravi sklonište da se ondje hrani tisuću dvjesta i šezdeset dana. 
I nasta rat na nebu: Mihael i njegovi anđeli zarate se sa Zmajem. Zmaj uđe u rat i anđeli njegovi, ali ne nadvlada. I ne bijaše im više mjesta na nebu. Zbačen je Zmaj veliki, Stara zmija - imenom Đavao, Sotona, zavodnik svega svijeta. Bačen je na zemlju, a s njime su bačeni i anđeli njegovi. I začujem glas na nebu silan: 'Sada nasta spasenje i snaga i kraljevstvo Boga našega i vlast Pomazanika njegova! Jer zbačen je tužitelj braće naše koji ih je dan i noć optuživao pred Bogom našim. 11 Ali oni ga pobijediše krvlju Jaganjčevom i riječju svojega svjedočanstva: nisu ljubili života svoga - sve do smrti. Zato veselite se, nebesa i svi nebesnici! A jao vama, zemljo i more, jer Đavao siđe k vama, gnjevan veoma, znajući da ima malo vremena!' 

Kad Zmaj vidje da je zbačen na zemlju, stade progoniti Ženu koja rodi muškića. No Ženi bijahu dana dva velika krila orlujska da odleti u pustinju, u svoje sklonište gdje se, sklonjena od Zmije, hrani jedno vrijeme i dva vremena i polovicu vremena. I Zmija iz usta pusti za Ženom vodu poput rijeke da je rijeka odnese. Ali zemlja priteče u pomoć Ženi: otvori usta i popi rijeku što je Zmaj pusti iz usta. I razgnjevi se Zmaj na Ženu pa ode i zarati se s ostatkom njezina potomstva, s onima što čuvaju Božje zapovijedi i drže svjedočanstvo Isusovo." 
Dio teologa, pretežno katoličkih, smatra kako je žena Otkrivenja Marija, majka Isusa Krista, opisana nakon svoga uznesenja kao Kraljica neba, Gospa, Majka Božja, „nova Eva”. Većina teologa i bibličara smatra kako žena predstavlja Crkvu. Osim kao na Crkvu, protestanti na ženu gledaju i kao božanski ostatak Izraela. 
Slika Gospe od Guadalupe prikaz je Marije kao žene Otkrivenja.

## Galerija
- Žena odjevena u sunce, mozaik na fasadi kuće turske banke u Budimpešti, Mađarska
- Marija kao žena Apokalipse
- Gospa od Guadalupe, prikaz žene Apokalipse
- Žena Apokalipse u Hortus deliciarum, 1180